# Asakura-gun

Landkreis Asakura in der Präfektur Fukuoka

Asakura (jap. 朝倉郡, -gun) ist ein Landkreis in der Präfektur Fukuoka in Japan. 
Zum 1. September 2020 hatte er 31.503 Einwohner auf einer Fläche von 119,11 km². Die einzigen beiden Gemeinden sind die Kleinstadt Chikuzen und das Dorf Tōhō.
Koordinaten: 33° 26′ N, 130° 36′ O